# Javier Reynaldo Meneghini
Javier Reynaldo Meneghini (Santiago del Estero, 8 de abril de 1949-ibídem, 5 de octubre de 2013) fue un abogado y político argentino de la Unión Cívica Radical. Se desempeñó como diputado nacional por la provincia de Santiago del Estero entre 1991 y 1995 y como senador nacional por la misma provincia entre 1995 y 2001, siendo elegido por la banca de la minoría.

## Biografía
Nació en 1949 en Santiago del Estero. Asistió al Liceo Naval Militar Almirante Brown de la Armada Argentina y en 1972 se recibió de abogado en la Facultad de Derecho y Ciencias Sociales de la Universidad Nacional de Tucumán.
Ejerció la profesión en un estudio jurídico e integró el colegio de abogados de Santiago del Estero, del cual fue secretario general entre 1975 y 1981. Se desempeñó como asesor jurídico del Colegio Profesional de Ciencias Económicas, de empresas constructoras y de compañías de seguros. Desde 1975 también fue abogado de la Dirección General Impositiva.
En el ámbito partidario, en 1972 se afilió a la Unión Cívica Radical (UCR). Se desempeñó como convencional provincial, secretario y presidente del comité radical de la ciudad de Santiago del Estero, presidente del comité provincial (1989-1991) y delegado al Comité Nacional de la UCR (1985-1987).
Entre 1985 y 1987 se desempeñó como secretario de Gobierno de la Municipalidad de Santiago del Estero, en la intendencia de Bruno Volta, y entre 1987 y 1989 integró la Cámara de Diputados de la Provincia de Santiago del Estero. En las elecciones legislativas de 1991 fue elegido diputado nacional por Santiago del Estero, con mandato hasta 1995. Allí fue vicepresidente segundo del bloque de diputados radicales.
En las elecciones al Senado de 1995, fue elegido senador nacional por la provincia de Santiago del Estero, para la tercera banca de la minoría instaurada tras la reforma constitucional del año anterior. Asumió su banca en febrero de 1996 y su mandato finalizó en diciembre de 2001.
Fue vicepresidente de las comisiones de Recursos Hídricos y de Drogadicción y Narcotráfico. Además, integró como vocal las comisiones de Relaciones Exteriores y Culto; de Economía: de Relaciones Internacionales Parlamentarias; de Agricultura y Ganadería; de Apoyo a las Obras del Río Bermejo; de Transportes; de Vivienda; de Economías Regionales; de estudio del Régimen de Coparticipación Federal Impositiva; y la comisión parlamentaria conjunta argentino-chilena.
Falleció en octubre de 2013, a los 64 años.